# ستارك ساندس
ستارك ساندس (بالإنجليزية: Stark Sands)‏ (و. 1978  م) هو ممثل مسرحي، وممثل أفلام، وممثل تلفزيوني أمريكي، ولد في دالاس، بدأ مشواره المهني سنة 2002.

## التعليم
تعلم في جامعة كاليفورنيا الجنوبية، وتعلم في كلية الفنون الدرامية في جامعة جنوب كاليفورنيا ‏، وتعلم في ثانوية هايلاند بارك ‏
.

## جوائز وترشيحات
حصل على جوائز منها:
جائزة المسرح العالمي في 2007
ترشح لـ:
- جائزة توني عن فئة أفضل ممثل في مسرحية موسيقية  [لغات أخرى]‏2013
- جائزة توني لأفضل ممثل في مسرحية  [لغات أخرى]‏2007.

## وصلات خارجية
- ستارك ساندس في قاعدة بيانات الأفلام على الإنترنت
- ستارك ساندس  على موقع أول موفي